# Adrian Ilie
Adrian Bucurel Ilie (Craiova, 20 de abril de 1974) é um ex-futebolista romeno. Disputou 55 jogos pela Seleção Romena de Futebol entre 1993-2005 e marcou 13 gols.
É irmão de Sabin Ilie, também jogador profissional de futebol. Adrian é conhecido como "O Cobra", apelido dado pelo seu então treinador no Valencia, Claudio Ranieri.

## Títulos
- Campeonato Romeno: 1994, 1995, 1996
- Copa da Roménia: 1996
- Supercopa da Roménia: 1994, 1995
- Campeonato Turco: 1998
- Copa da Espanha: 1999
- Supercopa da Espanha: 1999
- Liga dos Campeões da UEFA (vice-campeão): 2000
- Campeonato Espanhol: 2002
- Copa da Suíça: 2005